# Čínská lázeň
Čínská lázeň (čínsky 洗澡) je čínské filmové drama / komedie z roku 1999 režiséra Zhang Yanga. Poprvé byl film uveden na Torontském filmovém festivalu (Toronto International Film Festival) 14. září 1999, kde vyhrál cenu FIPRESCI.
Zhang Yang společně s týmem mladých scenáristů vytvořil předlohu filmu o základních lidských hodnotách – rodině, přátelství, tradici. Je o prozření mladého muže, jenž si uvědomí, že se zběsilým životním tempem ve velkoměstě okrádá o cenné pouto k otci a bratrovi. Ve filmu je několik humorných scén, ale celkově je snímek laděn vážně až melancholicky.

## Herecké obsazení
| Zhu Xu    | otec Liu, vlastník a provozovatel tradičních lázní v Pekingu |
| Pu Cunxin | Liu Daming, starší syn pana Liu                              |
| Jiang Wu  | Liu Erming, mladší mentálně postižený syn pana Liu           |

## Děj
Starší otec – pan Liu žije se svým mentálně postiženým synem Ermingem v Pekingu, kde provozuje tradiční čínské lázně. Tyto lázně fungují pro místní obyvatele jako společenské centrum, kde se mohou nerušeně scházet a probírat své každodenní záležitosti. Čas v této klidné čtvrti ubíhá pozvolna – v ostrém kontrastu vůči ostatním dravě se rozpínajícím a expandujícím oblastem města. Návštěvníci koupelí se navzájem znají, společně vytvářejí pestrý kolorit – schází se zde staří muži, kteří pořádají souboje cvrčků, hráči čínských šachů (Siang-čchi), mladík, jenž ve sprše zpívá známou píseň 'O Sole Mio, manžel, který se neustále pře se svou ženou a další.
Pan Liu dělá svou práci rád, znamená pro něj mnoho. Mimo to se stará o svého postiženého syna, jenž mu v lázních ochotně pomáhá. Po zavírací době chodí spolu běhat.
Erming pošle pohled svému staršímu bratrovi Damingovi, který záhy přijíždí z jižního čínského města Šen-čenu na návštěvu. Mezi ním a otcem panují spíše chladné vztahy, syn odjel vydělávat velké peníze do města a otec nemá, komu by předal řemeslo. Daming otcovo zaměstnání příliš neuznává, ačkoli otce práce naplňuje. Situace se vyhrotí v momentě, kdy se Daming v doprovodu Erminga vydává do rušnější čtvrti objednat si jízdenky na zpáteční cestu. Mladší bratr dokáže žasnout i nad obyčejnými věcmi, je zvídavý. Než se Daming naděje, Erming je pryč. Otec mu vyčítá, že se nedokáže ani postarat o svého mladšího bratra. V ten okamžik si Daming začne uvědomovat, že dělá něco špatně. Erming se ale další den objeví ve dveřích. Jeden ze zákazníků uklidňuje pana Liu, že se nemusí příště tolik bát, když syn najde cestu domů.
Daming odkládá svůj návrat a začne otci pomáhat. Postupně se seznamuje s návštěvníky lázní. Příjemnou atmosféru čeří negativní zpráva, že se plánuje zbourání celé staré čtvrti, aby se uvolnilo místo pro mrakodrapy a nákupní střediska. K velkému sblížení dojde na střeše, kdy Daming pomáhá otci zakrýt igelitem rozbitá okna.
Pan Liu má zdravotní potíže, o nichž Daming nevěděl. Ubývá mu sil a nakonec umírá – symbolicky během lázně, v momentě kdy starší syn telefonuje své manželce. Mladší syn Erming tuto ztrátu nedokáže vstřebat. Dělá vše, jak byl zvyklý, umývá podlahu a připravuje lázně k otevření. Když jej Daming zastaví a řekne mu, aby se vyrovnal s otcovou smrtí, Erminga to velmi zasáhne. Bratr plánuje vzít jej sebou domů, aby se o něj postaral, ale neví, jak to přijme jeho žena. Když jí zprávu telefonicky oznámí, zavěsí mu hovor. Daming chce nechat Erminga několik dní v ústavu, než to probere se ženou, ale rozmyslí si to a vrátí se pro něj. Je svědkem nepěkné scény, kdy se Erming v návalu žalu brání několika zřízencům ústavu. Odvádí jej zpět do lázní.
Koupele jsou opět otevřeny a vše se zdá být ve starých kolejích. Ermingovi vazba na toto místo pomáhá překonat utrpení a Daming se už dostatečně zaučil ve všem, co je potřeba k provozu lázní i pro uspokojení stálých zákazníků. Večer chodí s Ermingem běhat, jako to dělával otec. Klid však nemá dlouhého trvání, je rozhodnuto o demolici. Když stěhováci vyklízejí místnosti, rozrušený Erming je vyžene, stříká po nich vodou z hadice. Stálí návštěvníci naposledy procházejí svá oblíbená místa a sdělávají ze stěn obrazy. Erming dostal od přítele hudební přehrávač a snaží se zpívat 'O Sole Mio. Daming mu pak sdělí, že se musí srovnat i se ztrátou lázní. Slíbí mu, že jej nikdy neopustí.